# Amilcar Type CO

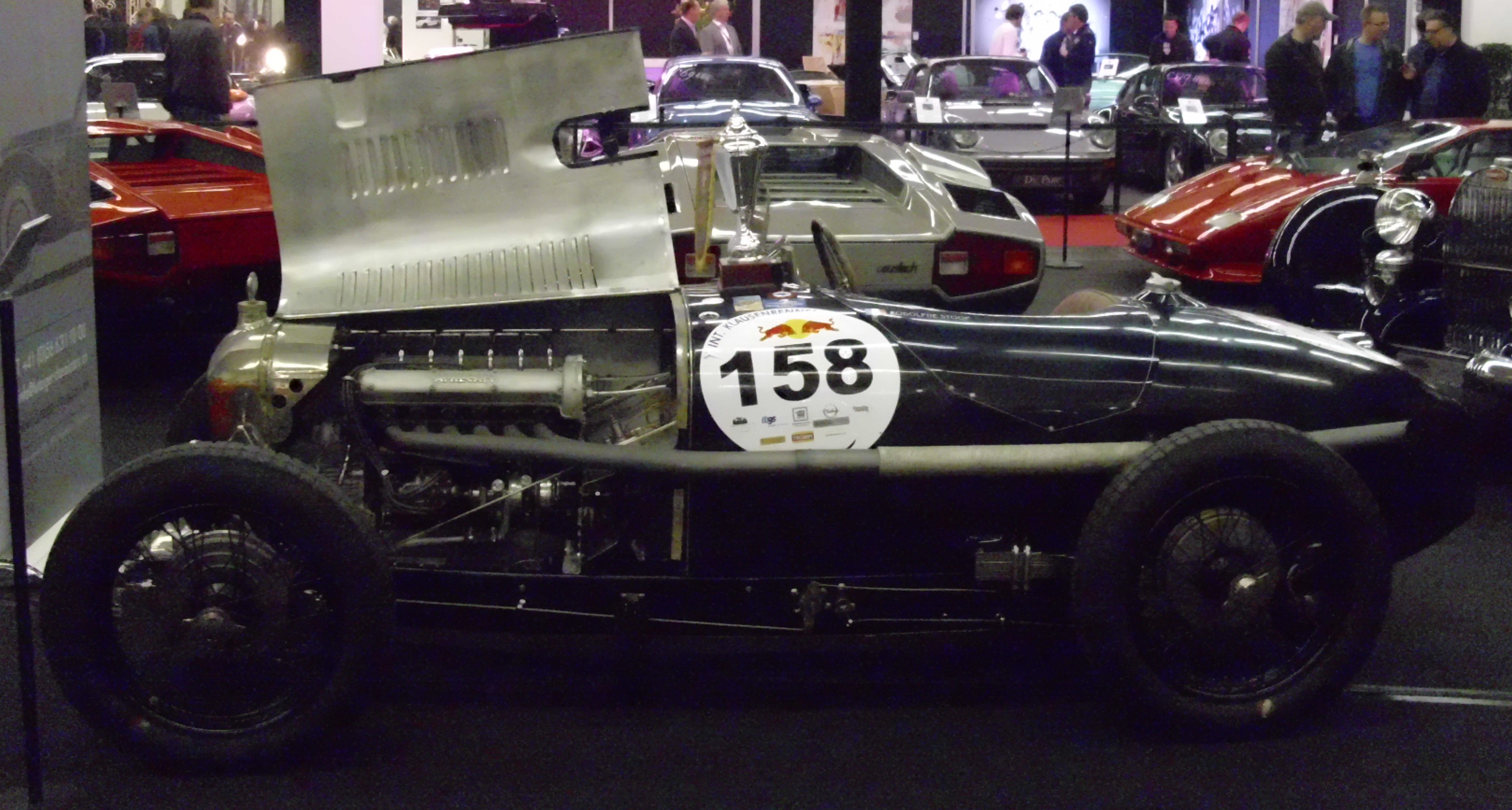
Seitenansicht mit geöffneter Motorhaube

Der Amilcar Type CO (kurz Amilcar CO) war ein Rennwagen der französischen Marke Amilcar. CO stand für Course, also Autorennen.

## Beschreibung
Amilcar stellte den Rennwagen ab 1925 in verschiedenen Versionen her. Anfangs war er als Zweisitzer geplant. Ab 1925 entfiel der mitfahrende Mechaniker, sodass alle Fahrzeuge Monopostos waren.
Zunächst gab es den normalen CO, auch CO long genannt. Sein Radstand betrug 2235 mm. Beim CO short war der Radstand auf 2160 mm gekürzt. Der Fahrer saß rechts.
Der CO experimental von 1926 war für Rekordfahrten über kurze Strecken ausgelegt. Die Karosserie war aerodynamisch geformt. Der Fahrer saß in Fahrzeugmitte. Auf Vorderradbremsen wurde verzichtet.
Ab Mai 1927 gab es den CO offset. Der Motor und das Getriebe waren neun Zentimeter nach links versetzt. Der Fahrer saß wieder rechts. Auf diese Weise konnte die Kardanwelle vom Frontmotor zur Hinterachse neben dem Sitz verlaufen.
Alle Fahrzeuge hatten einen Sechszylinder-Reihenmotor mit DOHC-Ventilsteuerung. Zunächst hatte er 55 mm Bohrung, 77 mm Hub und 1098 cm³ Hubraum. Er leistete mit einem Roots-Gebläse 90 PS Leistung. Der Zylinderkopf war fest. Eine Weiterentwicklung führte zu 56 mm Bohrung, 74 mm Hub und 1094 cm³ Hubraum. Der verringerte Hub sollte höhere Drehzahlen ermöglichen. Die Motorleistung war anfangs mit 105 PS und später mit 107 PS angegeben. Der Zylinderkopf war nun abnehmbar. Eine dritte Variante hatte 57 mm Bohrung, 83 mm Hub und 1271 cm³ Hubraum. Sie war aber nur im CO offset erhältlich.
Vom normalen CO entstanden zwei oder drei Fahrzeuge und vom CO short ein bis drei, insgesamt drei bis fünf. Es existiert kein Komplettfahrzeug mehr, aber zwei Fahrzeuge mit Motoren aus dem Amilcar Type C 6. Der CO experimental blieb ein Einzelstück, das schnell wieder demontiert wurde. Vom CO offset wurden drei oder vier Fahrzeuge gefertigt, davon eines mit dem größeren Motor. Zwei Komplettfahrzeuge mit Motoren vom Type C 6 sowie ein nicht komplettes existieren noch.
1928 folgte der Amilcar Type MCO.